# لبنا ابیضار
لبنا ابیضار (انگلیسی: Loubna Abidar؛ زادهٔ ۲۰ سپتامبر ۱۹۸۵) بازیگر اهل مراکش است.
از فیلم‌ها یا مجموعه‌های تلویزیونی که وی در آن‌ها نقش داشته است، می‌توان به بسیار دوست‌داشتنی اشاره نمود.